# Тихоновка (Венгеровский район)
Тихоновка — исчезнувшая деревня в Венгеровском районе Новосибирской области России. На момент упразднения входила в состав Сибирцевского 2-го сельсовета. Исключена из учётных данных в 1977 году.

## География
Располагалась восточнее ряма Неупокоев, в 6 км к северо-западу от села Сибирцево 2-е.

## История
Деревня была основана в 1863 году. В 1928 году состояла из 87 хозяйств. В административном отношении являлась центром Тихоновского сельсовета Меньшиковского района Барабинского округа Сибирского края. В деревне располагались школа 1-й ступени, маслозавод и лавка общества потребления.
Решением Новосибирского облисполкома от 01.12.1977 г. № 799 деревня исключена из учётных данных.

## Население
По переписи 1926 г. в деревне проживало 494 человека (243 мужчины и 251 женщина), основное население — русские.